# Джейсон Шевчук
Джейсон Шевчук (англ. Jason Shevchuk) — американський співак і гітарист, відомий, як учасник гурту None More Black.
Джейсон Шевчук був вокалістом скримо гурту Bound.
Наступний гурт Джейсона Шевчука — Kid Dynamite. Шевчук став вокалістом Kid Dynamite після того, як виграв прослуховування, завдяки своєму мелодійному, але різкому голосу і вигукам "whoa-whoa-whoas". 
У 2000 році він залишив Kid Dynamite, щоб закінчити фотошколу і зайнятися монтажем. Його перший фільм, Ghetto Venue, був про нещодавно закритий філадельфійський клуб Stalag 13. 
Він досі монтує фільми та працював над музичними відео з гуртом None More Black та іншими гуртами, такими як The Loved Ones. 
У тому ж 2000 році він створив гурт None More Black. Починаючи з січня 2007 року гурт пішов на перерву. 19 травня 2008 року гурт оголосив на своїй сторінці в MySpace, що гурт возз'єднається, щоб 4 липня 2008 року дати безкоштовний концерт у фотогалереї Deep Sleep у Філадельфії. 7 липня 2008 року гурт офіційно оголосив у своєму блозі Myspace, що вирішив возз'єднатися та записуватиме новий альбом. За всі роки існування гурт випустив три повноформатних і два міні-альбоми. Їхній останній альбом під назвою «Icons» був випущений 26 жовтня 2010 року незалежним лейблом Fat Wreck Chords.
Шевчук створив власний сольний проект під назвою OnGuard і почав записувати сольні пісні. На початку червня 2007 року сторінка OnGuard MySpace майже зникла, а всі пісні та зображення/інформація були видалені. Однак згодом він запустив сайт, на якому розміщена вся дискографія проекту. Шевчук з’явився на MySpace, заявивши, що гурт OnGuard «офіційно припинив діяльність» і змінив назву на LaGrecia, ставши повноцінним гуртом, з додатковими учасниками, включаючи Дану Берковіц (Dana Berkowitz) на барабанах і Сала Делл’Аквілу (Sal Dell'Aquila) на басу. 24 червня 2008 року гурт LaGrecia випустив свій перший і єдиний альбом «On Parallels» на лейблі Suburban Home Records. Обкладинку для альбому створив Сал Делл’Аквіла.
Учасники гурту LaGrecia, Сал Делл’Аквіла і Дана Берковіц, через обліковий запис гурту в MySpace, оголосили, що Шевчук покинув гурт і проект LaGrecia завершено. Гурт розпався напередодні виходу альбому On Parallels.
У 2018 році Шевчук випустив альбом Old Youth з гуртом Former Member.